# Cosaques du Kouban

Drapeau des cosaques du Kouban.

Les Cosaques du Kouban (en russe : Кубанские кaзаки, Koubanskie kazaki), aussi connus comme Koubaniens (Кубанцы, Koubantsy) ou Cosaques de la ligne (Линейные кaзаки, lineïnye kazaki), sont des Cosaques qui vivaient dans le bassin du Kouban (Russie).

## Histoire

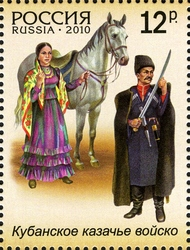
Cosaques du Kouban, timbre russe de 2010.

Bien que localisés dans le nord-ouest du Caucase, les Cosaques du Kouban descendent des Zaporogues déplacés par Catherine II en 1775 des rives du Dniepr vers le Yedisan jusque-là ottoman (actuel oblast d'Odessa), puis, après la guerre russo-turque de 1787-1792, récompensés de leurs services[Quoi ?] par l'attribution des terres du Kouban (1793). Les Cosaques occupaient initialement la région de Taman et la rive droite du fleuve Kouban, mais à partir de 1830 ils s'installent également sur la rive gauche.
La mission de ces Cosaques, appelés d'abord Cosaques de la mer Noire, était de défendre les marches méridionales de l'Empire russe contre la Circassie et d'affermir la domination russe sur les territoires pris aux Ottomans.

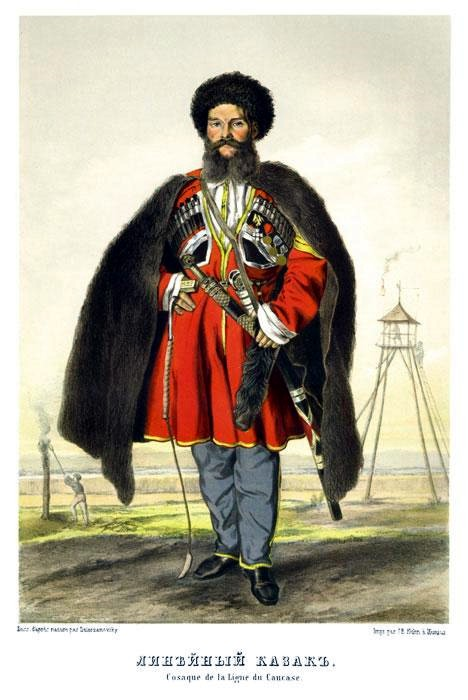
Cosaque de la ligne Azov-Mozdok, 1862.

Les Cosaques de la mer Noire furent intégrés en 1860 dans la région militaire des Cosaques du Kouban (Кубанское казачье войско, Koubanskoïe kazatchie voïsko), qui exista de 1860 à 1918 sous le nom d’oblast du Kouban.

### Guerre civile russe
Lors de la guerre civile russe, le Kouban fut le théâtre d'affrontements entre les armées blanches et rouges, des cosaques étant présents dans les deux camps. La République populaire du Kouban, socialiste mais non bolchévique, fut dissoute par le nouveau pouvoir soviétique en même temps que la cosaquerie dont celle du Kouban.

### Seconde Guerre mondiale
Pendant la Seconde Guerre mondiale, des troupes de Cosaques du Kouban se reforment, combattant tant dans l'Armée rouge que dans la Wehrmacht (sous le commandement du général Andreï Chkouro).

### Période post-soviétique
Depuis la dislocation de l'Union soviétique, des militaires de l'armée de terre russe — dont certains revendiquent une ascendance cosaque — participent avec celle-ci à différents conflits armés, en Ossétie du sud, en Abkhazie, en Transnistrie et en Ukraine.

## Culture
Les Cosaques du Kouban combinent dans leur culture des éléments d'origine russo-ukrainienne et des emprunts aux peuples des montagnes voisines, notamment aux Circassiens. Leur ancien uniforme typique, constitué des caftan circassien (tcherkeska) avec dague, chachka et bachlyk, est de style caucasien de même que la danse lezginka, traditionnelle chez les Cosaques du Kouban et les peuples du Caucase septentrional.
Le Chœur des Cosaques du Kouban (Кубанский Казачий Хор) est un célèbre ensemble musical et choral traditionnel qui a fêté en 2012 son 200e anniversaire. Il est actuellement dirigé par Viktor Zakhartchenko.